# Григоровская (Холмогорский район)
Григоровская — деревня в Холмогорском районе Архангельской области.

## География
Находится в центральной части Архангельской области на расстоянии приблизительно 29 км на запад-северо-запад по прямой от районного центра села Холмогоры на левом берегу Романовской протоки реки Северная Двина.

## История
В 1859 году здесь (тогда деревня Архангельского уезда Архангельской губернии) было учтено 13 дворов, в 1905 — 12. До 2022 года входила в Кехотское сельское поселение до его упразднения.

## Население
Численность населения: 62 человека (1859 год), 62 (1905), 57 (русские 98 %) в 2002 году, 60 в 2010.

## Достопримечательности
Храм преподобного Антония Сийского (Приход Рождества Божией Матери деревни Григоровская).